# Parafiorinia rubra
Parafiorinia rubra är en insektsart som först beskrevs av William Miles Maskell 1894.  Parafiorinia rubra ingår i släktet Parafiorinia och familjen pansarsköldlöss. Inga underarter finns listade i Catalogue of Life.